# Eugène Rolland
Eugène Rolland (Metz, Mosel·la, 21 de març de 1846 - París, Illa de França, 24 de juny de 1909) fou un folklorista francès.
Els primers estudis s'ocuparen de l'economia política; però després es dedicà amb singular entusiasme a l'estudi del folklore de França, corregent diverses regions a la recerca d'antigues llegendes. El 1877, junt amb Henri Gaidoz, fundà la revista titulada Melusina (en francès Mélusine) col·lecció de tradicions populars, que de moment no tingué gaire èxit i deixà de publicar-se, però el 1884 tornà a reaparèixer amb nou alè. Fou també un dels fundadors del Folklore français, i publica les obres següents:
- Faune populaire de la France.
- Noms vulgaires, dictions, proverbes, contes et superstitions, (6 volums, París, 1876-83).
- Vocabulaire du patois messin, 1877.
- Dévinelles ou énigmes populaires de la France, (París, 1877).
- Rimes et jeux de l'enfance, París, 1883).
- Recueil de chansons populaires, (6 volums, París, 1883-90).
- Flore populaire ou Histoire naturelle des plantes dans leurs rapports avec la linguistique et la folklore, (6 volums, París, 1896-1906).